# Real to Me

Real to Me es una canción pop escrita por Guy Chambers y Brian McFadden, producida por Chambers y Richard Flack para el primer disco solista de McFadden, Irish Son, 2004. Fue lanzada como el primer sencillo del álbum alrededor del mundo a finales del 2004 como un sencillo en CD y como descarga digital. La canción se convirtió en el primer sencillo de McFadden en ser número uno en Dinamarca, Irlanda, Norway y Reino Unido.
La canción debutó en UK Singles Chart el 18 de septiembre de 2004, con ventas de 35.435 copias, nockeando el sencillo de Nelly, "My Place/"Flap Your Wings" fuera de lugar. Fue lanzado más tarde en Australia temprano en el 2005, y debutó y llegó al número cincuenta y cuatro en Australian ARIA Singles Chart el 21 de febrero de 2005, pasando un total de seis semanas en el top uno.
Neil Burgess (Barry Scott) de Cillit Band aparece en el video, Nigel Dick fue el director.

## Listado
CD1
1. "Real to Me"
2. "Uncomplicated"

CD2
1. "Real to Me"
2. "Oblivious"
3. "Walking Disaster"
4. "Real To Me" (Video)

## Charts
| Chart (2004)              | Peak Posición |
| ------------------------- | ------------- |
| Austria Singles Chart     | 26            |
| Denmark Singles Chart     | 1             |
| Finland Singles Chart     | 4             |
| Germany Singles Chart     | 33            |
| Ireland Singles Chart     | 1             |
| Italy Singles Chart       | 44            |
| New Zealand Singles Chart | 16            |

| Chart (2004)                  | Peak Posición |
| ----------------------------- | ------------- |
| Norway Singles Chart          | 1             |
| Sweden Singles Chart          | 2             |
| Switzerland Singles Chart     | 28            |
| UK Singles Chart              | 1             |
| Chart (2005)                  | Peak Posición |
| Australian ARIA Singles Chart | 54            |

## Lanzamiento
| Región      | Fecha                   | Sello        | Formato   | Catálogo |
| ----------- | ----------------------- | ------------ | --------- | -------- |
| Reino Unido | 6 de septiembre de 2004 |              | CD single |          |
| Australia   | 14 de febrero de 2005   | Epic Records | CD        | 6753038  |